# Jan Franciszek Czempas
Jan Franciszek Czempas (ur. w 1948 w Bieruniu, zm. 5 stycznia 2019) – polski ekonomista, dr hab. nauk ekonomicznych. Profesor nadzwyczajny Katedry Inwestycji i Nieruchomości Wydziału Finansów i Ubezpieczeń Uniwersytetu Ekonomicznego w Katowicach.

## Życiorys
Studiował na Wydziale Przemysłu w Wyższej Szkole Ekonomicznej w Katowicach. W 1982 obronił pracę doktorską otrzymując doktorat w zakresie nauk ekonomicznych, a 6 listopada 2014 habilitował się na podstawie oceny dorobku naukowego i pracy zatytułowanej Skłonność jednostek samorządu terytorialnego do inwestowania. Ujęcie ilościowe na przykładzie miast na prawach powiatu województwa śląskiego. Pełnił funkcję adiunkta w Katedrze Metod Ilościowych Wydziału Zarządzania Informatyki i Nauk Społecznych w Wyższej Szkole Biznesu w Dąbrowie Górniczej, Górnośląskiej Wyższej Szkoły Przedsiębiorczości im. Karola Goduli i Katedry Inwestycji i Nieruchomości na Wydziale Finansów i Ubezpieczeń w Akademii Ekonomicznej im. Karola Adamieckiego w Katowicach oraz profesora nadzwyczajnego Katedry Inwestycji i Nieruchomości Wydziału Finansów i Ubezpieczeń Uniwersytetu Ekonomicznego w Katowicach.
Zmarł 5 stycznia 2019, pochowany został 9 stycznia 2019 w Bieruniu.

## Nagrody i odznaczenia
- Złoty Krzyż Zasługi[2]
- Brązowy Krzyż Zasługi[2]
- Nagroda Starosty Bieruńsko-Lędzińskiego Clemens Pro Publico Bono[2]
- tytuł Zasłużony dla Miasta Bierunia[2]
- Medal Komisji Edukacji Narodowej[2]